# Gare de Notre-Dame-de-Briançon
Gare de Notre-Dame-de-Briançon vasútállomás Franciaországban, La Léchère településen.

## Vasútvonalak
Az állomást az alábbi vasútvonalak érintik:
- Saint-Pierre-d'Albigny-Bourg-Saint-Maurice-vasútvonal

## Kapcsolódó állomások
A vasútállomáshoz az alábbi állomások vannak a legközelebb:
- Gare de Cevins (Gare de Saint-Pierre-d'Albigny, Saint-Pierre-d'Albigny-Bourg-Saint-Maurice-vasútvonal)
- Petit-Cœur-La Léchère-les-Bains railway station (Gare de Bourg-Saint-Maurice, Saint-Pierre-d'Albigny-Bourg-Saint-Maurice-vasútvonal)